# 石川小梅
石川 小梅（いしかわ こうめ、2010年8月10日 - ）は、日本の女優、子役。大阪府出身。OFFICE MINAMIKAZE所属。

## 人物
- フリーモデルの姉の影響でオーディションに参加したことがキッカケで、オーディションに合格して活動を開始する。映画【破戒】では、俳優の間宮祥太朗より雑誌のインタビュー記事や披露試写会にて目で演技ができる子役が居た。と言っており、ネットではこの子だろうとほぼ断定つけられている。
- 映画「THE LEGEND&BUTTERFLY」では、作中「お兄」と呼ばれていることから男児役柄を勝ち取っての出演となった。
- 特技は、アドリブ演技・アニメの声真似。コミュニケーションが上手い・球技。
- 趣味は、サプライズを考えて人を喜ばすこと。人間観察をしてモノマネをすること。韓国語の勉強・食べること。部活動はソフトボール部所属。

## 出演

### テレビドラマ
- 連続テレビ小説「スカーレット」（2020年、NHK）
- 土曜ドラマ「六畳間のピアノマン」（2021年2月6日 - 2月27日、NHK）[1]
- 「ファイトソング」（2022年、TBSテレビ）[2]
- 「拾われた男」（2022年、NHK BSプレミアム）
- 夜ドラ「あなたのブツが、ここに」（2022年8月22日 - 9月29日、NHK） - 愛美 役[3]
- 「二十四の瞳」（2022年、NHK BSプレミアム）
- 土曜ドラマ「％（パーセント）」（2024年5月11日 - 6月1日、NHK）[4]

### 映画
- 「流浪の月」(2022年)
- 「破戒」（2022年）
- 短編映画「イミテイション・ブルー」（2022年）- 七香 役
- 「嘘八百 なにわ夢の陣」（2023年）
- 「THE LEGEND&BUTTERFLY」（2023年）- 河原者の子供 役[5]
- 「碁盤斬り」（2024年）

### 舞台
- 野中うみ×葉山なつみ プロデュース公演2020年春再演 舞台「ラブレター〜さよならみどりちゃん〜」大阪公演 - きみどりちゃん 役

### CM
- 因幡電機産業株式会社（2019年）
- 中野物産株式会社「都こんぶ」（2022年、2018年）
- 北極のアイスキャンデー（2022年）